# Infamous (computerspelserie)
Infamous (ook geschreven als inFAMOUS) is een reeks computerspellen ontwikkeld door Sucker Punch Productions en uitgegeven door Sony Computer Entertainment (SCE). Alle Infamous-spellen zijn exclusief te spelen op de PlayStation 3 en de Playstation4. Er zijn tot op heden vier spellen in de serie uitgekomen.

## Gameplay
In het spel volgt de speler Cole MacGrath die elektrische superkrachten heeft gekregen. Tijdens het spel maken de keuzes van de speler het imago (of karma) van MacGrath. Hierdoor krijgt de speler de toegang tot verschillende krachten die alleen toegankelijk zijn als je een goed of slecht karma hebt.

## Spellen
| Release | Titel                       | Platform      |
| ------- | --------------------------- | ------------- |
| 2009    | Infamous                    | PlayStation 3 |
| 2011    | Infamous 2                  | PlayStation 3 |
| 2011    | Infamous: Festival of Blood | PlayStation 3 |
| 2014    | Infamous: Second Son        | PlayStation 4 |
| 2014    | Infamous: First Light       | PlayStation 4 |

### Plaats
Infamous (1) speelt zich af in de fictieve stad Empire City. Deze stad is gebaseerd op New York. Infamous 2 en Infamous: Festival of Blood spelen zich beiden af in New Marais, een stad gebaseerd op New Orleans. Infamous: Second Son speelt zich af in een adaptatie van Seattle.